# Arnoldo Watson Hutton
Arnold Pencliff Watson Hutton (Buenos Aires, 20 de agosto de 1886 – Buenos Aires, 29 de julio de 1951), conocido como Arnoldo Watson Hutton, fue un futbolista y rugbista argentino. Fue hijo de Alexander Watson Hutton, fundador y primer presidente de la Argentine Association Football League.

## Trayectoria
Debutó en el Alumni Athletic Club a los 15 años, el 13 de abril de 1902. Tras residir unos años en Escocia y Alemania, regresó a Buenos Aires en 1906. Volvió a jugar el 8 de septiembre de ese año frente a Belgrano AC, convirtiendo dos goles. En 1907 interrumpe su participación y regresa dos años después, permaneciendo hasta 1911. 
Cuando Alumni deja de participar en competiciones, en 1911, Arnoldo decide jugar hasta 1913 en Belgrano. 
Fue convocado en varias oportunidades para la selección argentina, debutando el 21 de octubre de 1906 y jugando su último partido el 9 de julio de 1913.
También jugó al rugby en Edimburgo y en Belgrano AC, donde practicó ese deporte desde 1906 a 1912. Además fue internacional en cricket, tenis y waterpolo; siendo capitán del equipo argentino de polo sobre patines que consiguió el campeonato en 1910.

## Palmarés

### Como futbolista

#### Torneos nacionales oficiales
| Título                                      | Club                 | País      | Año  |
| ------------------------------------------- | -------------------- | --------- | ---- |
| Primera División                            | Alumni Athletic Club | Argentina | 1906 |
| Copa de Honor Municipalidad de Buenos Aires | Alumni Athletic Club | Argentina | 1906 |
| Copa Competencia Chevallier Boutell         | Alumni Athletic Club | Argentina | 1906 |
| Primera División                            | Alumni Athletic Club | Argentina | 1909 |
| Copa de Competencia Jockey Club             | Alumni Athletic Club | Argentina | 1909 |
| Primera División                            | Alumni Athletic Club | Argentina | 1910 |
| Primera División                            | Alumni Athletic Club | Argentina | 1911 |
| Primera División                            | Alumni Athletic Club | Argentina | 1912 |

#### Torneos internacionales oficiales
| Título                              | Club                 | Sede         | Año  |
| ----------------------------------- | -------------------- | ------------ | ---- |
| Copa de Honor Cousenier             | Alumni Athletic Club | Montevideo   | 1906 |
| Copa Competencia Chevallier Boutell | Alumni Athletic Club | Buenos Aires | 1909 |